# حد (نظریه رسته‌ها)
در نظریه رسته‌ها که شاخه ای از ریاضیات است، مفهوم مجرد حد (به انگلیسی: Limit) خواص اساسی سازه های جهانی چون ضرب، عقب‌برها و حد معکوس را در خود جمع می کند. مفهوم دوگان آن یعنی هم‌حد سازه هایی چون اجتماعات مجزا، جمع‌های مستقیم، هم‌ضرب‌ها، برون‌برها و حد مستقیم را تعمیم می دهد. 
همچون مفاهیم خواص جهانی و تابعگون‌های الحاقی که قویاً به هم مرتبطند، حد و هم‌حد نیز در مراتب بالای تجرید وجود دارند. به منظور فهمشان ابتدا باید مثال هایی که این مفاهیم سعی بر تعمیمشان دارند را مطالعه کرد. 

## تعریف
حدها و هم‌حدها در رسته ای چون {\displaystyle C} به کمک نمودارها در {\displaystyle C} تعریف می شوند. به طور صوری، یک نمودار به شکل {\displaystyle J} در {\displaystyle C} تابعگونی از {\displaystyle J} به {\displaystyle C} است:
{\displaystyle F\colon J\rightarrow C}
رسته {\displaystyle J} را می توان به صورت رسته اندیس و نمودار {\displaystyle F} را به عنوان اندیس‌گذار اشیاء و ریخت ها در {\displaystyle C} دید که الگوی اندیس‌گذاری اش را از رسته اندیس {\displaystyle J} می گیرد. اغلب به مواردی علاقه‌مندیم که در آن {\displaystyle J} رسته ای کوچک یا حتی متناهی باشد. یک نمودار را کوچک یا متناهی گوییم هرگاه {\displaystyle J} به ترتیب کوچک یا متناهی باشد.

### حد
فرض کنید {\displaystyle F\colon J\rightarrow C} یک نمودار به شکل {\displaystyle J} در رسته ای چون {\displaystyle C} باشد. یک مخروط به {\displaystyle F} شیئی چون {\displaystyle N} از {\displaystyle C} است به همراه خانواده {\displaystyle \psi _{X}\colon N\rightarrow F(X)} از ریخت‌ها که توسط اشیاء {\displaystyle X} از {\displaystyle J} اندیس شده باشند، چنان که برای هر ریخت {\displaystyle f\colon X\rightarrow Y} در {\displaystyle J} داشته باشیم {\displaystyle F(f)\circ \psi _{X}=\psi _{Y}}.
یک حد برای نمودار {\displaystyle F\colon J\rightarrow C} مخروطی چون {\displaystyle (L,\phi )} به {\displaystyle F} است چنان که برای هر مخروط {\displaystyle (N,\psi )} به {\displaystyle F} وجود داشته باشد ریخت یکتایی چون {\displaystyle u\colon N\rightarrow L} چنان که برای تمام {\displaystyle X} در {\displaystyle J} داشته باشیم {\displaystyle \phi _{X}\circ u=\psi _{X}}: